# 威廉希爾
威廉希爾有限公司(William Hill plc)，是英國最大的博彩公司之一，他們在倫敦交易所上市並成為富時250指數的成份股。1934年由已故商人威廉·希爾成立。